# UCA (Schiff)
Die 85-Fuß-Maxi-Yacht UCA wurde speziell für die Teilnahme an der DaimlerChrysler North Atlantic Challenge 2003 konzipiert.

## Geschichte
Das Vorgängermodell der UCA, eine 20-Meter-Yacht gleichen Namens, erfüllte nicht mehr die Anforderungen an ein modernes Yachtdesign und war somit nicht mehr für die Teilnahme an entsprechenden Regatten geeignet. Der Eigner Klaus Murmann aus Kiel beauftragte das Konstruktionsbüro Judel/Vrolijk & Co. aus Bremerhaven mit dem neuen Bootsdesign. Nach Beendigung dieser Phase baute Bootswerft Knierim in Laboe im Jahr 2002 diesen Maxi Racer – Rennyachten dieser Bootsgröße, mit der fast ausschließlichen Ausrichtung auf Regatten – in 212 Tagen. Die neue 26 Meter (85 Fuß) lange UCA wurde speziell für die Wetter- und Seegangsbedingungen des Nordatlantik entworfen. Der Rumpf und das Deck bestehen aus einem Sandwich mit Deckschichten aus Epoxidharz, das mit Kohlenstofffasern verstärkt ist und einem Hartschaumkern. Im IRC-System hat sie einen Rennwert von 1,551.

## Regattaerfolge
Bei der DaimlerChrysler North Atlantic Challenge 2003 segelte die Yacht als schnellste mit einer Zeit von 13 Tagen, 7 Stunden, 13 Minuten.
 2005 bei der Mallorca Rund gegen den Uhrzeigersinn erzielte das Boot die Bestzeit von 17 Stunden, 14 Minuten, 39 Sekunden (Four Stripes Challenge ausgeschrieben vom Real Club Náutico. Der Rekord gilt für die Crew, die in den fünf Tagen vor oder nach der Palma-Vela-Regatta die bestehende Bestzeit unterbietet.)
 Beim Pantaenius Rund Skagen Race 2006 war es das First Ship Home.